# Connecticut Western Reserve

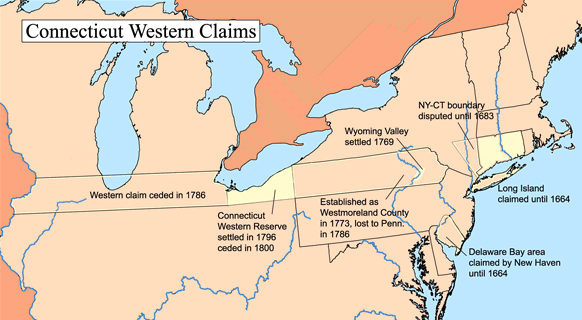
Lage der Connecticut Western Reserve

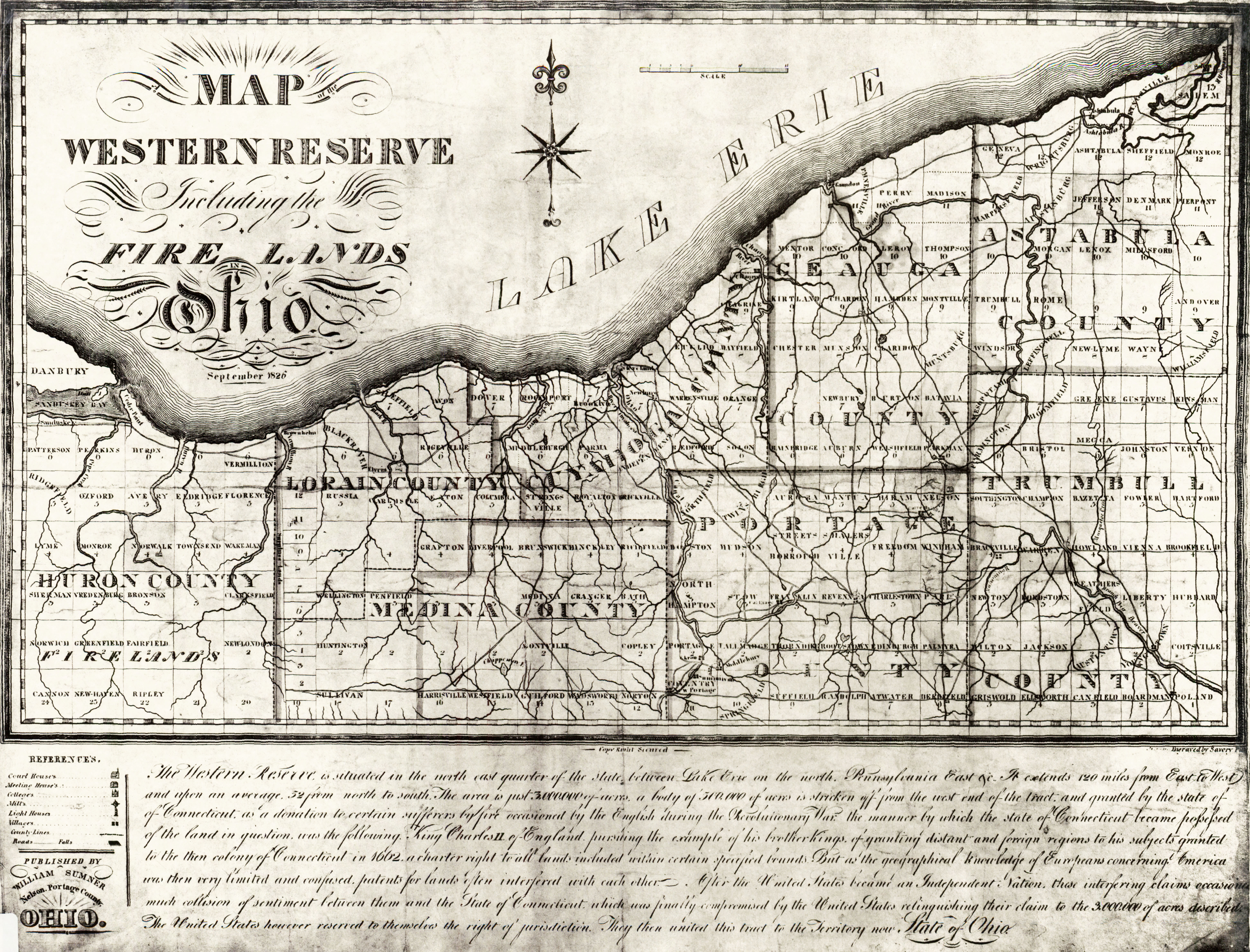
Detaillierte Karte der Western Reserve von 1826

Die Connecticut Western Reserve war ein 12.000 km² umfassender Landstrich, der in der Gegend des Nordwest-Territoriums, dem heutigen nordöstlichen Ohio vom US-Bundesstaat Connecticut beansprucht wurde.
Zum Landbesitz des Staates Connecticut gehörten ursprünglich größere Teile westlich des heutigen Staatsgebietes. In den Pennamite-Yankee-Kriegen gegen Pennsylvania verlor der Staat allerdings die Gegenden, die heute in Pennsylvania liegen. Das Land westlich davon, zwischen dem 41. und dem 42. Breitengrad blieb weiterhin von Connecticut beansprucht – theoretisch bis zum Pazifik. Das Land außerhalb Ohios wurde 1786 an die US-Bundesregierung abgegeben, wofür diese die Staatsschulden des Amerikanischen Unabhängigkeitskrieges übernahm. Innerhalb des heutigen Ohio gehörten 12.000 km² zu Connecticut, die Connecticut Western Reserve. Ab 1796 begann der Staat, das Land an Siedler zu vergeben, obwohl die Ansprüche der Indianer erst 1805 mit dem Treaty of Fort Industry abgetreten wurden. Innerhalb des Gebietes entwickelten sich bald zahlreiche Städte, unter anderem auch Cleveland.
Connecticut verzichtete erst im Jahr 1800 auf die Western Reserve. Die in diesem Gebiet eingerichteten Townships weichen in ihrer Größe (5×5 Meilen) von den infolge der Landvermessung von 1785 üblicherweise eingerichteten Townships (6×6 Meilen) ab.